# Sammlung Winterthur

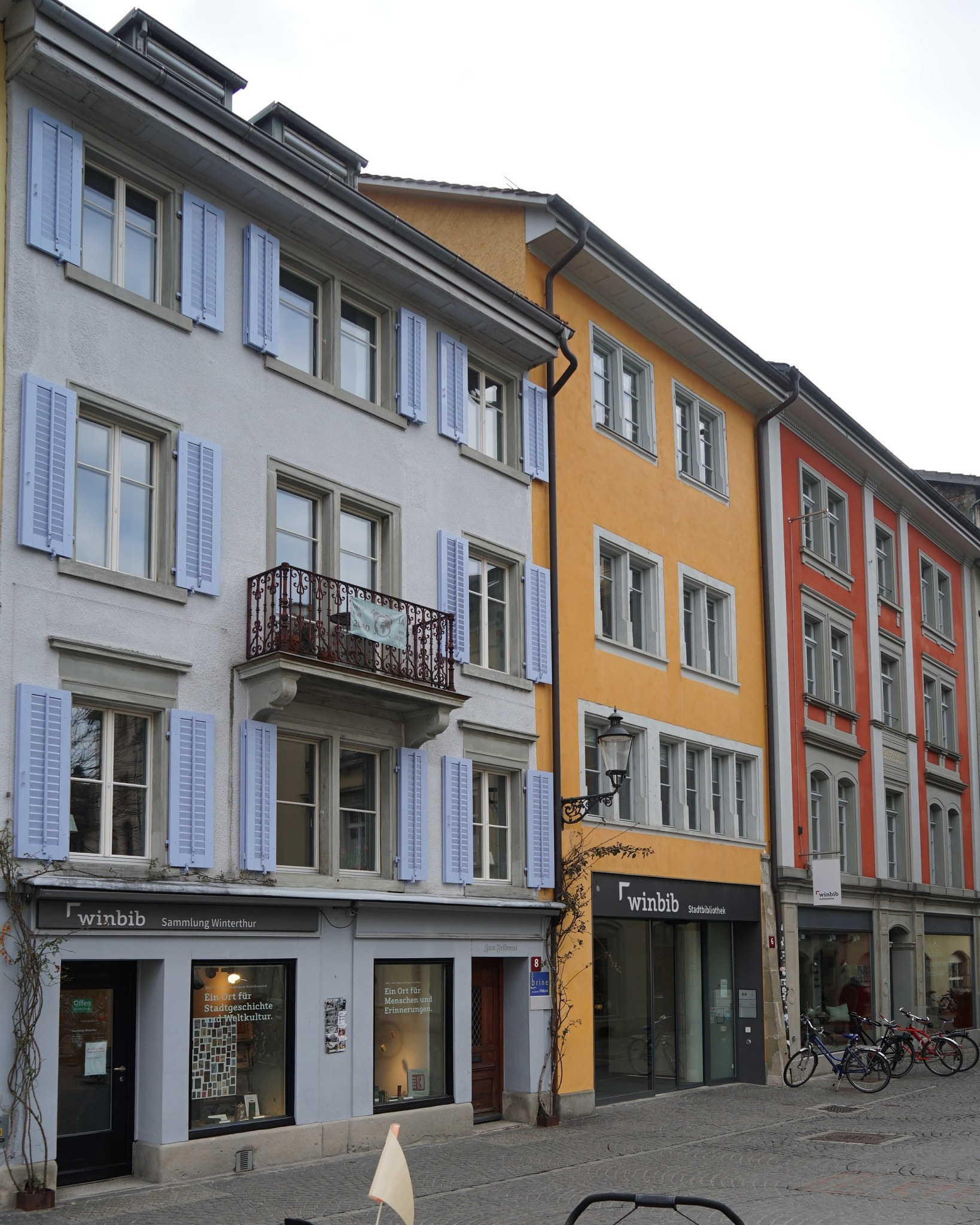
Im Gebäude links, Obere Kirchgasse 8, befindet sich die Sammlung Winterthur, rechts daneben die Stadtbibliothek

Die Sammlung Winterthur ist ein Kulturarchiv der Winterthurer Bibliotheken. Das Sammlungsgebiet ist die lokale Kultur und Geschichte der Stadt Winterthur in Text und Bild. 

## Bestände
Neben der frei zugänglichen Winterthur-Bibliothek an der Oberen Kirchgasse 8 mit neuerer Literatur aus und über Winterthur umfasst sie auch die Spezialsammlungen mit Handschriften, alten Drucken und Bildern sowie Dokumenten zu weiteren Sachgebieten. Im Online-Bildarchiv sind gegen 70'000 Bilder abrufbar (Stand 2023).
In der Bibliothek können Kundinnen und Kunden die alten Drucke, die handschriftlichen Dokumente und die Bilder konsultieren, die in einem Kulturgütermagazin gesichert aufbewahrt werden. Sie gehen zurück bis ins 15. Jahrhundert und zeugen vom vielfältigen kulturellen Leben Winterthurs in Vergangenheit und Gegenwart.

### Handschriften und Depots
Der Schwerpunkt der Handschriften liegt im 20. Jahrhundert, namentlich umfassende Nachlässe von internationaler Bedeutung, besonders von Theodor Reinhart und seinen Söhnen Georg, Hans und Werner Reinhart, der Besitzerfamilie des Handelsunternehmens Gebrüder Volkart AG. Wichtig ist auch die umfassende Sammlung von Handschriften des Sprachwissenschaftlers und Gymnasiums-Professors Rudolf Hunziker. Zu den über hundert Depots zählen unter anderem das Archiv des Musikkollegiums (mit dem erwähnten Nachlass Werner Reinharts) und die Musikhandschriftensammlung der Rychenberg-Stiftung. Weitere Dokumente können im digitalisierten Zettelkatalog in der Sammlung Winterthur recherchiert werden.

### Bilder- und Fotosammlung

Ein Beispiel aus der Fotosammlung: die Familie von Jonas Furrer, dem ersten Schweizer Bundespräsidenten um 1844

Die Sammlung Winterthur ist gemäss einer stadträtlichen Verfügung von 1972 das offizielle Bildarchiv der Stadt Winterthur. Die Bilder- und Fotosammlung umfasst über 320'000 Einheiten, vom Porträt aus dem 17. Jahrhundert über Druck- und Originalgrafik und frühe Fotografien bis hin zu aktuellen Fotos zur Stadtentwicklung. Die Archive und Nachlässe von Winterthurer Fotografen wie Giorgio Wolfensberger, Michael Speich, Lajos Kotay und Andreas Wolfensberger sowie das Bildarchiv der Zeitung «Landbote» der 1970er- bis 1990er-Jahre bilden in sich geschlossene Bestände. 

### Alte Drucke und Spezialsammlungen
Unter den über hunderttausend alten Drucken (bis 1900) finden sich auch bedeutende Werke aus der Frühzeit der Drucktechnik aus ganz Europa. Der Bestand ist im Handbuch der historischen Buchbestände der Schweiz beschrieben. Zwei Spezialsammlungen mit Familienwappen aus der ganzen Schweiz und Exlibris (Bucheignerzeichen) sowie die Sammlung von Farbsystemen des früheren Winterthurer Technikum-Professors Werner Spillmann richten sich an ein überregionales spezialisiertes Publikum.

### Vermittlung, Bilddatenbank
Neben dem Aufbau und der Pflege seiner Bestände ist die Sammlung Winterthur auch in der Vermittlung aktiv und stellt ihre Bücher und Dokumente an Veranstaltungen und Führungen vor. Zudem setzt sie sich in verschiedenen Projekten für die Erinnerungsbildung in der Winterthurer Bevölkerung ein und arbeitet dafür mit mehreren anderen Kulturinstitutionen und -organisationen zusammen.

### Stadtlexikon: Winterthur-Glossar
Zum Online-Bildarchiv ist Anfang 2021 das Winterthur-Glossar hinzugekommen.

## Geschichte der Sammlung
Die Sammlung Winterthur ist historisch aus den Sondersammlungen der Stadtbibliothek des 20. Jahrhunderts hervorgegangen. Diese verblieben als «Studienbibliothek» nach dem Auszug der Stadtbibliothek 2003 im alten Bibliotheksgebäude an der Museumstrasse 52. Nach einer zweijährigen Umbauzeit eröffnete 2011 die reorganisierte Studienbibliothek in neuen Räumen und mit einem neuen Konzept an der Museumstrasse 52. 2016 zog sie in den vierten Stock der Stadtbibliothek um und nahm dabei den Namen «Sammlung Winterthur» an. 2020 erfolgte der Umzug an die Obere Kirchgasse 8.